# Alexander’s Ragtime Band
Alexander’s Ragtime Band ist eine Komposition von Irving Berlin. Das Lied wurde 1911 veröffentlicht und entwickelte sich schnell zum bis dahin größten kommerziellen Erfolg der Tin Pan Alley.

## Struktur des Liedes
Der Hauptteil des Songs beginnt mit einem Vier-Ton-Motiv, das wiederholt wurde (Come on and hear, come on and hear) und einer Antwort; die Takte neun bis zwölf bestehen aus einem bekannten Hornsignal und einem Motiv aus dem damals populären Schlager Swanee River. Diese musikalischen Zitate werden auch im Text des Songs gespiegelt. Das Lied wurde später auch zu einem Jazzstandard, allerdings in einem schnelleren Tempo gespielt.
Verhältnis zum Ragtime

Alexander’s Ragtime Band war eine der ersten Veröffentlichungen des jungen Songwriters Irving Berlin und sein erster großer Hit im Jahr 1911. Trotz des Titels hat der Song wenig Beziehung zum Ragtime. Nach dem großen Erfolg von Scott Joplins Maple Leaf Rag im Jahr 1899 hatte Joseph E. Howard sogleich als erster weißer Songwriter die neuen Rhythmen in dem Lied Hello, Ma Baby übernommen. Wenig später schrieb Hughie Camon den Ragtime-Titel Bill Bailey, Won’t You Please Come Home. Allmählich hatte Berlin durch diese Einflüsse Ragtime-Ideen aufgenommen und schrieb zunächst Titel wie Play Some Rag Time (1910), Stop That Rag oder Yiddle on Your Fiddle.
Alexander’s Ragtime Band ist also lediglich eine Annäherung an eine musikalische Mode. Trotzdem wurde der Titel durch seine Bezüge im Text für die damals im Musikgeschäft neu auftretenden afroamerikanischen Künstler schnell populär: „Der Titel versprach einen Rag, das Tempo stimmte und im Songtext kam das Modewort gleich mehrfach vor. Da konnte man doch gar nicht falsch liegen.“

## Rezeption
Bereits 1912 war der Song auch ein großer Hit in den europäischen Metropolen. Das Lied wurde von vielen Künstlern des US-amerikanischen Jazz- und Unterhaltungsgenres interpretiert, so von Al Jolson, Bessie Smith, Louis Armstrong, Bing Crosby, den Andrews Sisters, Liberace,  Ella Fitzgerald, Liza Minnelli und Ray Charles. Benny Goodman ersetzte bereits 1936 den Gesangs-Chorus durch ein Klarinettensolo.
Der Song erzielte über fünf Dekaden hinweg Chart-Erfolge. Nach dem Magazin Newsweek kamen vier verschiedene Versionen allein im Jahr 1911 auf  Nummer 1, 2, 3 und 4 der US-amerikanischen Hitparaden. Bessie Smiths Version erreichte 1927 die Top 20, Louis Armstrong die Top 20 mit seiner mit der Big Band eingespielten Version im Jahr 1937. Ein Duett von Bing Crosby und Connee Boswell erreichte schließlich Nummer 1 im Jahr 1938. Johnny Mercer hatte 1945 Erfolg mit einer Swing-Version. Bing Crosby nahm 1947 erneut eine Duettversion mit Al Jolson auf und erreichte die Top 20. Nellie Lutcher gelang 1948 mit dem Song in die Rhythm-and-Blues-Charts, Bob Wills gelang in derselben Zeit in die Country-and-Western-Charts. Ella Fitzgerald wählte den Song für ihr 1958er Irving Berlin Songbook (Verve Records) aus; kurz zuvor war er von Sarah Vaughan zusammen mit Billy Eckstine aufgenommen worden. 1959 brachte ihn Ray Charles auf seinem Album The Genius of Ray Charles heraus. Im Jazz taten sich auch Charlie Byrd, Alix Combelle, King Curtis, Glenn Miller, Don Redman, Willie The Lion Smith und zuletzt das Shelly Manne-Ray Brown-Monty-Alexander-Trio (1980) mit Interpretationen hervor.  Die Biermösl Blosn verwendeten die Komposition für ihre Nummer „Da Russ“.
Das Stück hat heute einen angestammten Platz im Repertoire der Dixieland-Kapellen, als Boogie-Woogie-Nummer und als witzig-nostalgische Zugabe.